# Wiedemannia corsicana
Wiedemannia corsicana är en tvåvingeart som beskrevs av Vaillant 1964. Wiedemannia corsicana ingår i släktet Wiedemannia och familjen dansflugor. Inga underarter finns listade i Catalogue of Life.